# Bisdom Kamina
Het bisdom Kamina (Latijn: Dioecesis Kaminaensis) is een rooms-katholiek bisdom in Congo-Kinshasa met als zetel Kamina. Het is een suffragaan bisdom van het aartsbisdom Lubumbashi en werd opgericht in 1959. 
Missionering in de streek begon in 1909 met een missiepost van de Missionarissen van Scheut in Kazenze. Deze missiepost werd in 1920 overgenomen door de franciscanen die in 1922 een tweede missiepost stichtten in Sandoa. In 1922 werd ook de apostolische prefectuur van Lulua en Centraal Katanga opgericht. In 1934 werd dit een apostolisch vicariaat en in 1945 werd de eerste inlandse priester gewijd. In 1959 werd het bisdom Kamina opgericht en de eerste bisschop was de Belgische missionaris Victor Petrus Keuppens, O.F.M. In 1971 werd een deel van het gebied van het bisdom afgestaan aan het nieuw opgerichte bisdom Kolwezi.
In 2016 telde het bisdom 30 parochies. Het bisdom heeft een oppervlakte van 73.479 km2 en telde in 2016 1.903.000 inwoners waarvan 25,5% rooms-katholiek was. 

## Bisschoppen
- Victor Petrus Keuppens, O.F.M. (1959-1971)
- Barthélémy Malunga (1971-1990)
- Jean-Anatole Kalala Kaseba (1990-2020)
- Léonard Kakudji Muzinga (2023- )